# Interbus
Interbus ist ein Feldbussystem für einen breiten Einsatz in einem Unternehmen. Interbus deckt verschiedene Applikationsbereiche ab, von Sensor/Aktor-Ebene in der Prozess-Automatisierung bis zu Überwachungs-PC.

## Geschichte
1983 erarbeitete das Unternehmen Phoenix Contact ein Pflichtenheft für einen industriegerechten Feldbus. Dieser wurde 1987 auf der Hannover-Messe unter dem Namen InterBus-S vorgestellt.

## Nutzen von Feldbussen und des InterBus
Die Anforderungen für den Datenaustausch in einem Produktionsunternehmen steigen stetig an. Um den Aufwand an die Verkabelung der Betriebsmittel jedoch im Verhältnis dazu relativ gering zu halten, wurden Feldbusse eingeführt. Bei der konventionellen Technik, nämlich der parallelen Verkabelung, ist der Aufwand aufgrund der größeren Anzahl von Ein- und Ausgabepunkten höher.
Eine serielle Vernetzung dagegen ist flexibler und kostengünstiger. Der Feldbus ersetzt das Leitungsbündel aus parallelen Kabeln durch ein einziges Feldbuskabel, über das alle Daten ausgetauscht werden, unabhängig von der Art der Daten bzw. der Automatisierungsgeräte.
Zunehmend bedeutsam ist die Möglichkeit für intelligente Feldgeräte, neben den Prozessinformationen auch Parameter für die Konfiguration zu übertragen.
Der INTERBUS ist weit verbreitet in Produktionsanlagen der Automobilindustrie, da er folgende Vorteile gegenüber anderen Feldbussystemen besitzt:
- schnelle und einfache Inbetriebnahme
- gute und einfache Diagnosemöglichkeit durch die aktive Teilnehmerkopplung
- Diagnose von Lichtwellenleiterübertragungen durch Diagnose der Strecke, Nachregelung des Senders bei zu hoher Streckendämpfung und Fehlermeldung an den Busmaster, bevor die Strecke ausfällt
- durch integrierte Buskoppler mit LWL (Lichtwellenleiter) niedrige Kosten und dabei galvanische Trennung von Anlagenteilen sowie Unempfindlichkeit der Strecke gegenüber EMV-Störungen/Einkopplungen
- hoher Datendurchsatz bei geringer Symbolrate (500 kBit/s bzw. 2 MBit/s)

Mit Hilfe des „INTERBUS SAFETY“-Profils ist es möglich, sicherheitsgerichtete Daten gemeinsam mit nichtsicheren Daten über den INTERBUS zu übertragen.

## Technik
Ein Interbus Netzwerk stellt topologisch eine aktive Ringstruktur dar. Da Hin- und Rückkanal jedoch in einem Anschlusskabel vereinigt sind und die Teilnehmer mindestens 2 Anschlussklemmen besitzen (ankommend / abgehend), ergibt sich eine baumartige, physische Verkabelungsstruktur. Zum Schließen des Rings können alle Busteilnehmer ihre Ausgänge intern überbrücken, sofern kein weiterer Teilnehmer folgt. Bei Verzweigungen an sogenannten Busklemmen wird der neue Zweig in den Hinkanal eingebunden und der Ring so erweitert. Sollte ein Teilnehmer durch Störung ausfallen, überbrückt der vorherige Teilnehmer seinen Ausgang um den Ring zu schließen und das System bis zum fehlerhaften Teilnehmer lauffähig zu halten.
Es gibt vier Ausprägungen in drei Hierarchieebenen in der baumartigen Verkabelung:
- der Fernbus
  - max. 400 m zwischen zwei Teilnehmern bei Verwendung von Kupferleitungen, max. 13 km Gesamtlänge
  - Energieversorgung lokal am Teilnehmer
  - Elektrisch als RS-485 Schnittstelle spezifiziert

- Installationsfernbus
  - wie Fernbus, jedoch mit zentraler Energieversorgung

- der Lokalbus
  - zweigt über Buskoppler (Busklemmen) vom Fernbus ab
  - keine weitere Verzweigung möglich
  - zentrale Energieversorgung
  - kann einzeln vom Fernbus getrennt (abgeschaltet) werden

- Interbus-Loop
  - 20 cm – 20 m zwischen zwei Teilnehmern, maximal 200 m Gesamtlänge
  - Zweidrahtinterface für zentrale Energieversorgung und aufmodulierte Busdaten
  - Auflösung in nun auch physische Ringstruktur

Alle Teilnehmer wirken als Repeater. Zur Verkabelung von Fern- und Lokalbus können sowohl elektrische als auch Lichtwellenleiter genutzt werden. Alle Teilnehmer agieren als Slave unter einem am Fernbus angeschlossenen Master (Anschaltbaugruppe).

## Protokoll
In der Bitübertragungsschicht (Schicht 1) wird eine NRZ-Codierung (Non Return to Zero) genutzt. Standardmäßig erfolgt die Datenübertragung mit 500 kBit/s. Genutzt werden Telegramme mit 13 Bit Länge (5 Bit Header, 8 Bit Daten). Zur Statusbestimmung werden in Übertragungspausen spezielle Header ohne Datenbits übertragen.
In der Datensicherungsschicht (Schicht 2) des Interbus wird ein Summenrahmenverfahren eingesetzt. Ein Rahmen mit Datenslots für jeden Busteilnehmer wird erstellt und wie bei einem Schieberegister durch die Teilnehmer geschoben. Die Teilnehmer lesen dabei die Eingangsdaten in „ihrem“ Slot ein und speichern dafür ihre Ausgangsdaten. Durch eine Markierung am Ende des Rahmens (Loopback-Wort) erkennt der Master die Ankunft am anderen Ende des Rings und somit das Ende eines Zyklus.
Zur Erstellung des Rahmens bei der Initialisierung oder nach Fehlern fragt der Master alle Busteilnehmer in einem oder mehreren Identifikationszyklen ab. Diese antworten mit Identifikations- und Konfigurationsdaten. Danach folgen Datenzyklen zur Nutzdatenübertragung. Die Länge des Datenrahmens ergibt sich aus der Anzahl der Busteilnehmer sowie der Breite der jeweiligen Nutzdaten. Hinzu kommt ein 16 Bit langes Loopback-Wort, anhand dessen der Master das Ende eines Zyklus erkennt. Am Rahmenende wird eine 32 Bit lange Prüfsumme angehängt, um Datenfehler zu erkennen.
Die einzelnen Busteilnehmer werden nicht direkt adressiert, sondern indirekt durch ihre Position im Ring angesprochen. Eine Umsetzung auf logische Adressen erfolgt erst in Schicht 7.
Durch das Summenrahmenverfahren ergibt sich eine deterministische Laufzeit der Daten. Der Bus kann somit zur Steuerung zeitkritischer Regelungen eingesetzt werden. Das Lesen und Schreiben der Daten erfolgt außerdem stets durch alle Teilnehmer zum selben Zeitpunkt. Auf diese Weise entstehen keine Inkonsistenzen.
Neben diesen zyklischen Daten (Prozessdaten) können auch azyklisch auftretende Daten größerer Menge (Parameterdaten) übertragen werden. Hierzu besitzt jeder Teilnehmer in seinem Slot zusätzlich einen Bereich für solche azyklischen Daten, der im Regelfall leer bleibt. Die Übertragung der Prozessdaten und das deterministische Zeitverhalten werden hierdurch nicht beeinflusst. In Schicht 7 werden diese zwei Übertragungswege als Prozessdatenkanal und Parameterkanal bezeichnet. Ein eigenes Protokoll (PCP – Peripherals Communication Protocol) kümmert sich um die Aufteilung der oft umfangreichen Parameterdaten in einzelne Pakete, die in mehreren Zyklen in den freien Bereichen der Slots übertragen und anschließend wieder zusammengesetzt werden.

## Organisation
Parallel zur technischen Entwicklung und Funktionserweiterung von INTERBUS entstanden eine Reihe von unterstützenden Aktivitäten der Hersteller und Anwender. Dazu gehören u. a. 1992 die Gründung der Nutzervereinigung INTERBUS-Club e. V. und die Entwicklung von Anwendungsprofilen (beginnend 1992 mit dem DRIVECOM-Profil für elektrische Antriebe) durch Arbeitsgruppen des INTERBUS-Clubs.
Seit 1993 vergibt der INTERBUS-Club ein Zertifizierungssymbol für INTERBUS-Geräte auf der Grundlage einer bestandenen Konformitäts- und Interoperabilitätsprüfung.
2012 entschied sich der INTERBUS-Club, den Verein aufzulösen und die Pflege der INTERBUS Technologie zusammen mit dem Nachfolgesystem Profinet in der PNO zu organisieren.
Nach positiver Entwicklung bis ca. 2003 ist zu beobachten, dass sich eine Vielzahl von Sensor- und Aktor-Herstellern allmählich aus dem Segment „interbusfähige Geräte“ zurückzieht.